# Тимоново (Дмитровский городской округ)
Тимоново — село в Дмитровском районе Московской области. До 2018 года находилось в составе сельского поселения Якотское. Население — 8 чел. (2010). 
В селе действует церковь Рождества Христова 1896 года постройки, работа церковного архитектора Степана Васильевича Крыгина.

## Расположение
Село расположено в северо-восточной части района, примерно в 12 км к северо-востоку от Дмитрова, на водоразделе Якоти и Вели, высота центра над уровнем моря 220 м. Ближайшие населённые пункты — Носково в 300 м на север и Кузнецово в 1,5 км на юг.

## Население
| 2002 | 2006 | 2010 |
| ---- | ---- | ---- |
| 7    | ↗13  | ↘8   |

## История
Тимоново Повельского стана упоминается в 1597 году. Половина сельца по правовой грамоте 1604 года принадлежало Шестаковым. Другая часть за Коротневыми до 1755 года. На территории располагался погост Подболотье.
Ранее Тимоново было центром Тимоновской волости Дмитровского уезда.
На 1916 год в Тимоново действовала земская больница, которая обслуживала 48 селений Тимоновской волости. За 1915 год в больнице числилось 11 штатных коек: 7 общих, 3 заразных и 1 родильная. Обслуживали людей 1 врач Ратнер О. И. и 1 фельдшерица Шайтен О. И. и 5 человек обслуживающего персонала (дворник, сиделка, сторожиха). Затраты на содержание больницы уездному земству обходилось в 7 647 рублей 11 копеек. 
С начала революции 1917 до 1939 года село было центром Тимоновского сельсовета.
На 1924 год согласно изданию Дмитровского уездного комитета в Тимоново были: механическая мельница, лесозавод, школа, пункт ликвидации неграмотности и пожарная дружина.
На 1926 год согласно Всесоюзной переписи в Тимоново проживало 116 мужчин и 128 женщин (244 человека) в 58 хозяйствах.
В 1929 году волость была упразднена, село вошло в состав образованного Дмитровского района.
В 1939 году Тимоново вошло в состав Ольявидовского сельсовета. В 1958 году Тимоново вошло в состав укрупнённого Якотского сельсовета.
В 1994—2006 годах Тимоново входило в состав Якотского сельского округа.